# كريس فليتشير
كريس فليتشير (بالإنجليزية: Chris Fletcher)‏ هو لاعب كرة قدم أمريكية أمريكي، ولد في 25 ديسمبر 1948 في موريستاون في الولايات المتحدة.

## وصلات خارجية
- كريس فليتشير على موقع مرجع كرة القدم المحترفة.كوم (الإنجليزية)